# Volta als Països Baixos
La Volta als Països Baixos (Ronde van Nederland en neerlandès) va ser un competició ciclista professional per etapes que es va disputar als Països Baixos entre el 1948 i el 2004. Fins al 1975 la cursa no es va disputar de manera continuada. Amb quatre victòries, Gerrie Knetemann n'és el màxim triomfador.
Amb l'arribada de l'UCI ProTour, el 2005, fou substituïda pel Tour del Benelux.

## Palmarès
| Any  | Vencedor             | Segon                 | Tercer               |
| ---- | -------------------- | --------------------- | -------------------- |
| 1948 | Emiel Rogiers        | Jean Goldschmit       | Arie Vooren          |
| 1949 | Gerrit Schulte       | Désiré Keteleer       | Bouk Schelligerhoudt |
| 1950 | Henk Lakeman         | Jules Depoorter       | Norbert Callens      |
| 1951 | Jean Bogaerts        | Joseph Van Stayen     | Jos De Feyter        |
| 1952 | Wim van Est          | Wout Wagtmans         | Gerrit Voorting      |
| 1954 | Wim van Est          | Gerrit Schulte        | Gerrit Voorting      |
| 1955 | Piet Haan            | Wim van Est           | Hein van Breenen     |
| 1956 | Rik van Looy         | Guido Carlesi         | Wim van Est          |
| 1957 | Rik van Looy         | Wim van Est           | Piet van den Brekel  |
| 1958 | Piet van Est         | Peter Post            | Léo van den Brand    |
| 1960 | Peter Post           | Roger Baens           | Coen Niesten         |
| 1961 | Dick Enthoven        | Huub Zilverberg       | Joop Captein         |
| 1963 | Lex van Kreuningen   | Lambert van de Ven    | Théo Nijs            |
| 1965 | Jan Janssen          | Bastian Aliepaard     | Jos Huysmans         |
| 1975 | Joop Zoetemelk       | Frans Verbeeck        | Gérard Vianen        |
| 1976 | Gerrie Knetemann     | Ludo Peeters          | Joseph Jacobs        |
| 1977 | Bert Pronk           | Sean Kelly            | Rudy Pevenage        |
| 1978 | Johan van der Velde  | Etienne van der Helst | Rudy Pevenage        |
| 1979 | Jan Raas             | Gerrie Knetemann      | Daniel Willems       |
| 1980 | Gerrie Knetemann     | Ludo Delcroix         | Gery Verlinden       |
| 1981 | Gerrie Knetemann     | Hennie Kuiper         | René Martens         |
| 1982 | Bert Oosterbosch     | Jan Raas              | Gerrie Knetemann     |
| 1983 | Adri van Houwelingen | Johnny Broers         | Herman Frison        |
| 1984 | Johan Lammerts       | Jos Lammertink        | Gert-Jan Theunisse   |
| 1985 | Eric Vanderaerden    | Theo De Rooy          | Adri van Houwelingen |
| 1986 | Gerrie Knetemann     | Gerrit Solleveld      | Peter Pieters        |
| 1987 | Teun van Vliet       | Marc Sergeant         | Adri van der Poel    |
| 1988 | Thierry Marie        | Erik Breukink         | Peter Stevenhaagen   |
| 1989 | Laurent Fignon       | Thierry Marie         | Eddy Schurer         |
| 1990 | Jelle Nijdam         | Erik Breukink         | Thierry Marie        |
| 1991 | Frans Maassen        | Olaf Ludwig           | Eddy Schurer         |
| 1992 | Jelle Nijdam         | Thierry Marie         | Laurent Bezault      |
| 1993 | Erik Breukink        | Jelle Nijdam          | Olaf Ludwig          |
| 1994 | Jesper Skibby        | D. Abdoujaparov       | Dario Bottaro        |
| 1995 | Jelle Nijdam         | Viatxeslav Iekímov    | Flavio Vanzella      |
| 1996 | Rolf Sorensen        | Lance Armstrong       | Viatxeslav Iekímov   |
| 1997 | Erik Dekker          | Peter Meinert         | Jan Ullrich          |
| 1998 | Rolf Sorensen        | Viatxeslav Iekímov    | Peter Van Petegem    |
| 1999 | Serhí Hontxar        | Erik Dekker           | Dylan Casey          |
| 2000 | Erik Dekker          | Robert Hunter         | Servais Knaven       |
| 2001 | Léon van Bon         | Erik Dekker           | Serhí Hontxar        |
| 2002 | Kim Kirchen          | Erik Dekker           | Víctor Hugo Peña     |
| 2003 | Viatxeslav Iekímov   | Bradley McGee         | Serhí Hontxar        |
| 2004 | Erik Dekker          | Viatxeslav Iekímov    | Marc Wauters         |

## Palmarès per països
- Països Baixos. 31
- Bèlgica. 5
- Dinamarca. 3
- França. 2
- Ucraïna. 1
- Luxemburg. 1
- Rússia. 1